# 托马斯·穆恩
托马斯·穆恩（英語：Thomas Moone，1908年11月6日—1986年7月25日），美国男子冰球运动员，场上位置是守门员。他曾代表美国国家队参加1936年冬季奥林匹克运动会冰球比赛，获得一枚铜牌。